# Pavol Šajgalik (duchowny)
Pavol Šajgalik OFMCap.(ur. 13 listopada 1964 w Bratysławie) – słowacki duchowny katolicki, ordynariusz wojskowy na Słowacji (nominat).

## Życiorys
Święcenia kapłańskie otrzymał 15 sierpnia 1993 w Zakonie Braci Mniejszych Kapucynów. 

### Episkopat
27 maja 2025 papież Leon XIV mianował go biskupem polowym Ordynariatu wojskowego na Słowacji.